# Harry Cohn
Harry Cohn (New York, 23 augustus 1891 – Phoenix, 27 februari 1958), was een Amerikaanse filmproducent en oprichter en president van Columbia Pictures Corporation.

## Carrière
Na eerst een carrière als tramconducteur en verkoper van een bladmuziek printer gehad te hebben kreeg Harry Cohn een baan bij Universal Pictures, waar zijn broer Jack Cohn op dat moment al werkzaam was. In 1919 richtte de gebroeders Cohn samen met Joe Brandt CBC Film Sales Corporation op. De initialen stonden voor Cohn, Brandt and Cohn. CBC stond bekend om hun low-budget producties van slechte kwaliteit. Harry Cohn nam de productiewerkzaamheden in Hollywood voor zijn rekening, terwijl zijn broer Jack de financiën vanuit New York verzorgde. Nadat Brandt zijn derde deel van het bedrijf aan Harry Cohn verkocht werd het bedrijf hernoemd tot Columbia Pictures Corporation en werd Harry Cohn effectief president van het bedrijf.
Columbia bleef bekendstaan om het maken van films van lage kwaliteit, totdat zij in 1934 met It Happened One Night hun slag sloegen bij de Academy Awards. Vanaf dat moment ging het Columbia voor de wind.  Zodoende haalde Harry Cohn in datzelfde jaar The Three Stooges naar Columbia en had hen tot 1957 onder contract.

## Privéleven
Cohn was bekend om zijn autocratische en intimiderende management stijl. Doordat hij zowel de hoogste baas én de belangrijkste producer bij Columbia was hield hij alle touwtjes in handen. Medewerkers van Columbia beschreven Cohn als de "tiran binnen een politiestaat". 
Cohn eiste seksuele handelingen van vrouwelijke sterren in ruil voor een rol in zijn films.
Het personage van filmbons Jack Woltz in The Godfather (1972) zou gebaseerd zijn op Harry Cohn.